# 河後森城
河後森城（かごもりじょう）は、愛媛県北宇和郡松野町松丸にあった日本の城（山城）。国の史跡。

## 構造
四万十川の支流・広見川と、さらにその支流の堀切川、鰯川に囲まれた馬蹄形の独立丘陵上にある。山頂の本郭を中心に、二段・三段の平坦地が設けられ、古城～本城～新城と馬蹄形に曲輪が設けられていた。馬蹄の中央は風呂ヶ谷と呼ばれる谷戸となっている。発掘調査が行われて、掘立柱建物跡が複数確認されており、調査結果を踏まえて城内に門や建物が復元されている。また16世紀終わりから17世紀初頭の頃に大きな改修を受けており、瓦葺きの建物や多聞櫓等の存在が確認され、天守相当の建物が存在したと言われている。

## 沿革
川原淵殿と呼ばれた渡辺氏が代々の居城としており、天文後期から天正年間にかけて機能した。天正8年（1580年）から翌年の間に、城主の渡辺教忠の近習だった芝政景（芝源三郎）が土佐国の長宗我部氏に寝返り、謀略により当城を奪った。天正11年（1583年）の四国の役の後、当地を宛がわれた豊臣氏家臣の戸田勝隆により芝政景は放逐された。その後、当地を治めた藤堂高虎は当城の天守を移築して宇和島の自城板島城の月見櫓にしたと伝わる。慶長19年（1614年）に伊達秀宗が宇和島藩を創立した際、付家老の桑折景頼（石母田景頼）が当城に入っている。元和元年（1615年）の一国一城令により廃城になったとされる。
2017年（平成29年）4月6日、続日本100名城（179番）に選定された。